# Alfabetatze Euskalduntze Koordinakundea
Alfabetatze Euskalduntze Koordinakundea (AEK; Coordinadora de Euskaldunización y Alfabetización) es una organización fundada en 1976 que se dedica a la enseñanza y promoción de la lengua vasca entre personas adultas, tanto a nuevos estudiantes como a vascohablantes que no han sido alfabetizados en esta lengua. Cuenta con una red de escuelas de euskera (euskaltegis) distribuidas por Euskal Herria: País Vasco, Navarra y el País Vasco francés. 

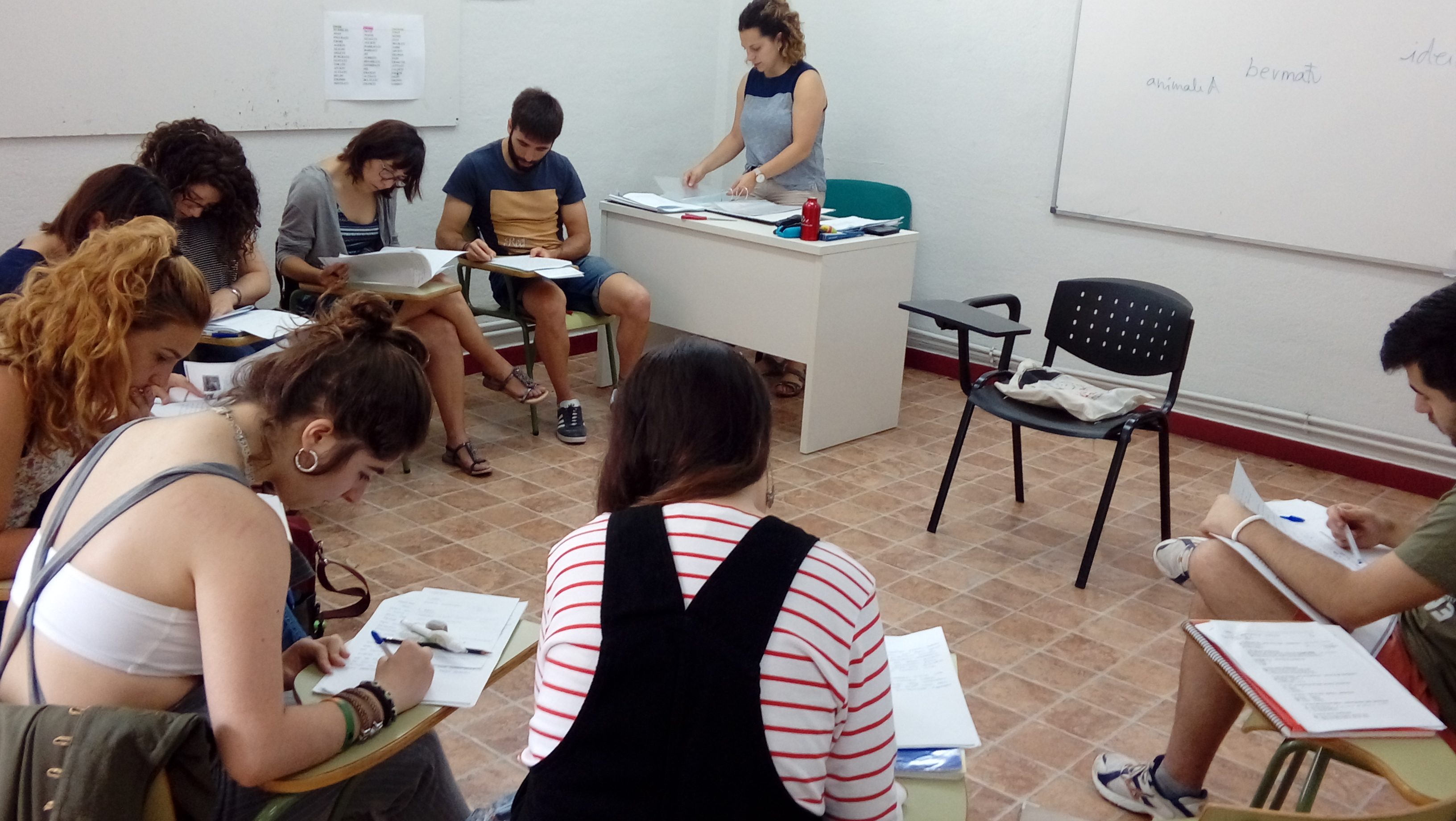

## Historia
Se creó a raíz de una campaña promovida por Rikardo Arregi, que se realizó en 1965 para impulsar la enseñanza de euskera a adultos. El objetivo fundacional de AEK era alfabetizar a los vascohablantes en su propio idioma, ya que muchos de ellos estaban alfabetizados sólo en castellano o francés y no eran capaces de leer y escribir en euskera ni de enseñarlo a los ciudadanos vascos que no conocían este idioma. Esta segunda tarea con el tiempo se convertiría en el eje principal de la actividad de esta organización. Se crearon entonces las gau-eskolak (escuelas nocturnas), que fundaron su primera asociación en 1974 en Guipúzcoa. En 1976 adoptaron el nombre de AEK y en 1979 todos los centros de Euskadi y Navarra celebraron su primer congreso para coordinarse. En 1980 abrieron el primer centro en el País Vasco francés. Actualmente son más de cien centros repartidos por toda Euskal Herria con seiscientos profesores. 
Tras las elecciones de 1980, AEK comenzó a pedir subvenciones al Gobierno Vasco para financiar sus actividades, para lo cual este solicitó que se homologaran sus centros de enseñanza y que se acreditara una titulación adecuada en sus profesores. Desde este momento empezó una disputa entre AEK y el Gobierno Vasco por los centros de enseñanza del euskera, creando este último en 1983 los centros de Helduen Alfabetatze eta Berreuskalduntzerako Erakundea (HABE, Instituto para la 'Euskaldunización' y Alfabetización de Adultos) en la comunidad autónoma del País Vasco y suprimiendo en julio de 1993 las subvenciones a los euskaltegis no oficiales alegando falta de presupuesto.

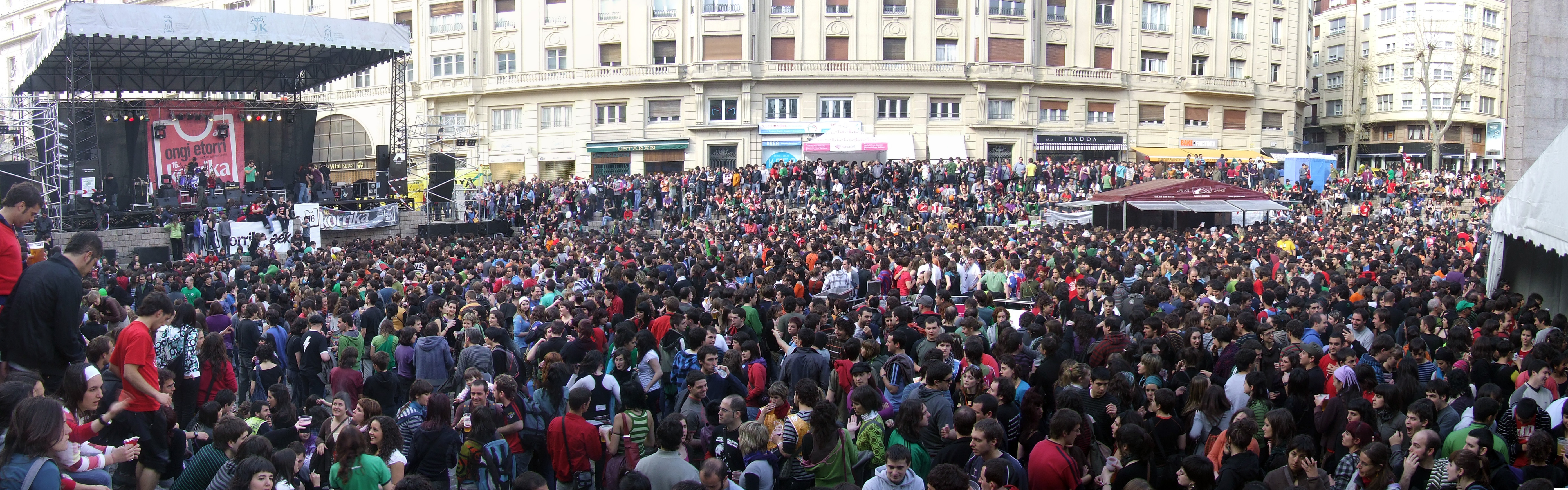
Acto final de la Korrika 2009, en Vitoria.

En junio de 1994 se acordó la homologación de la enseñanza de los centros de AEK y el cierre de los centros de HABE. Así, en octubre de 1995, con Mari Carmen Garmendia como Consejera de Cultura del Gobierno Vasco, este aceptó la experiencia de AEK y le otorgó una subvención pública de 1.250 millones de pesetas en cinco años.
Actualmente es el organismo de enseñanza del euskera más activo y el único que extiende su actividad en toda Euskal Herria (las comunidades autónomas del País Vasco y Navarra, así como la región del País Vasco francés).
Cada dos años organiza la Korrika, marcha reivindicativa a favor del euskera. Asimismo tiene un centro de internado (barnetegi) en Forua (Vizcaya), en el parque natural de Urdaibai.